# Los Enanitos Verdes
Los Enanitos Verdes (spanisch „die grünen Zwerge“), oft auch ohne Artikel Enanitos Verdes, ist eine argentinische Rockband. Sie wurde 1979 in Mendoza gegründet, trennte sich 1989 und ist seit 1992 wieder aktiv.

## Geschichte
Der Höhepunkt der Band war das Jahr vor ihrer zwischenzeitlichen Auflösung. 1988 spielte sie auf Konzerten in Städten verschiedener lateinamerikanischer Länder, in Stadien deren Besucherzahl häufig nahe 30.000 Menschen betrug.

## Diskografie

### Alben
- 1984: Los Enanitos Verdes
- 1986: Contrarreloj
- 1987: Habitaciones extrañas
- 1988: Carrousel
- 1989: Había una vez...
- 1992: Igual que ayer
- 1992: 20 Grandes Éxitos (AR: Gold)[1]
- 1994: Big Bang
- 1996: Guerra Gaucha
- 1997: Planetario
- 1998: Tracción acústica
- 1999: Néctar
- 2002: Amores lejanos
- 2004: En Vivo (US: Platin (Latin))
- 2006: Pescado Original
- 2010: Inéditos
- 2013: Tic Tac

### Singles
- 1994: Lamento Boliviano (ES: Gold)